# Giovanni Di Pillo
Giovanni Di Pillo (Viareggio, 24 agosto 1955 – Firenze, 13 ottobre 2022) è stato un giornalista e telecronista sportivo italiano.

## Biografia
Grande appassionato di moto, al punto da rinunciare a una laurea in medicina per seguire la strada delle telecronache sportive, ebbe importanti esperienze televisive a TMC/LA7, commentando i GP dagli anni novanta, tra cui tutte le dirette dal 1998 (su TMC 2 e poi su TMC) al 2002 il Campionato mondiale Superbike e il Campionato mondiale Supersport, nonché, nelle auto, il Campionato italiano superturismo. Prestò la voce anche per la versione italiana del videogame Superbike 2000 della EA Sports.
Dal 2001 al 2012 diresse il canale tematico Nuvolari per la parte inerente alle due ruote.
Per questa rete curò le telecronache del Mondiale GP, del Mondiale SBK e del Supercross americano. Ideò e condusse la trasmissione Grip sul mondo delle moto, insieme a Giacomo Di Amato e Riccardo Marino.
Per lo stile schietto e la grande competenza divenne amico di molti protagonisti degli anni d'oro della SBK  come Troy Bayliss, Pierfrancesco Chili e Giancarlo Falappa.
Proprio a Falappa è legato un aneddoto toccante: dopo il grave incidente che mandò in coma Falappa, i medici e i comuni amici chiesero a Di Pillo di registrare un nastro da far ascoltare al motociclista, per incoraggiarlo a lottare e svegliarsi perché "sta arrivando Scott Russell".
La voce di Di Pillo fu la prima cosa che sentì Falappa, dopo 38 giorni di coma.
Fu anche inviato speciale ai saloni italiani sui motori. 
Sempre per Nuvolari realizzò numerose serie di approfondimento dagli Stati Uniti. 
Fu spesso speaker dei più importanti eventi internazionali, dai GP d'Italia Motocross alla cronaca live della tappa italiana del Motomondiale al Mugello; celebre fu il suo saluto "Buongiorno Mugello!". Dal 2002 lavorò come inviato speciale per il gruppo Finelco, prima per Radio 105 poi per Virgin Radio, dove collaborò con DJ Ringo alla trasmissione radiofonica Revolver. Dal 2013 tornò a commentare live il Mondiale SBK e Supersport per la rete satellitare Eurosport.
Dal 2010 fu docente di storia del motociclismo alla Luiss Guido Carli di Roma, per il master "Business in MotorSport".
Ebbe un doppio ruolo come doppiatore nel film Cars - Motori ruggenti (2006).
Il 20 gennaio 2019 venne ricoverato in ospedale a Verona a seguito di un aneurisma toracico. Morì il 13 ottobre 2022 all'ospedale Careggi di Firenze, a causa di una malattia cardiovascolare, all'età di 67 anni.